# Aulida
Aulida (gr. Αὐλίς = Aulis) – starożytne miasto w Beocji nad zatoką Euripos, obecnie ruiny na południowy wschód od Chalkis.
Stała w nim sławna świątynia Artemidy. Stanowiło punkt zborny dla floty greckiej przed wyprawą na Troję.
Ofiara złożona w Aulidzie z życia Ifigenii stała się kanwą tragedii Eurypidesa i opery Christopha Willibalda Glucka, a także dramatu Johanna Wolfganga Goethego "Ifigenia w Taurydzie" (niem. Iphigenie auf Tauris).